# Sammy va al sud
Sammy va al sud (Sammy Going South) è un film del 1963 diretto da Alexander Mackendrick.

## Distribuzione
La pellicola è stata distribuita nelle sale inglesi a partire dal 21 aprile 1963.